# Rogów (Powiat Brzeziński)
Rogów ist ein Dorf und Sitz der gleichnamigen Gemeinde im Powiat Brzeziński der Woiwodschaft Łódź, Polen.

## Gemeinde
Zur Landgemeinde Rogów gehören 17 Ortsteile mit einem Schulzenamt:
Jasień
Józefów
Kobylin
Kotulin
Marianów Rogowski
Mroga Dolna
Nowe Wągry
Olsza
Popień
Przyłęk Duży
Przyłęk Mały
Rogów-Wieś
Romanówek
Stefanów
Wągry
Zacywilki
Weitere Ortschaften der Gemeinde sind Mroga Górna und Rogów-Parcela.

## Verkehr
Der Bahnhof Rogów und die Haltepunkte Przyłęk Duży und Wągry liegen an der Bahnstrecke Warszawa–Katowice, ferner beginnt in Rogów die Schmalspurstrecke Rogów–Biała Rawska.